# Arteră perineală
Artera perineală (artera perineală superficială) provine din artera pudendală internă, și urcă, trecând fie sub sau peste mușchiul perineal superficial transversal, și se avansează înainte, paralel cu arcada pubiană, în interstițiul dintre mușchiul bulbospongios și mușchiul ischiocavernos, ambii pe care îi irigă și, în cele din urmă, se împarte în mai multe ramuri scrotale posterioare, care sunt distribuite pe piele și la tunica dartos a scrotului.
Pe măsură ce traversează mușchiul perineal superficial transversal, eliberează artera perineală transversală care se desfășoară transversal pe suprafața cutanată a mușchiului și se anastomozează cu vasul corespunzător al părții opuse și cu arterele perineale și hemoroidale inferioare.
Furnizează ramura transversus perinæi superficialis și structurile dintre anus și bulb uretral .